# Drorit Lengyel
Drorit Lengyel (* 1974 in Braunschweig) ist eine deutsche Erziehungswissenschaftlerin.

## Leben
Von 1994 bis 2000 studierte sie Diplom-Heilpädagogik an der Heilpädagogischen Fakultät der Universität zu Köln; Fächer Sprachbehindertenpädagogik, Frühförderung, Psychologie und Allgemeine Pädagogik. Nach dem Promotionsstudium (2003–2008): Hauptfach Sprachheilpädagogik, Nebenfächer Psycholinguistik und Sozialpsychologie ist sie seit 2011 W2-Professorin für Erziehungswissenschaft unter besonderer Berücksichtigung der Erziehung und Bildung in multilingualen Kontexten, Fakultät für Erziehungswissenschaft, Universität Hamburg.

## Schriften (Auswahl)
- Zweitspracherwerb in der Kita. Eine integrative Sicht auf die sprachliche und kognitive Entwicklung mehrsprachiger Kinder. Waxmann, Münster 2009, ISBN 978-3-8309-2086-1.
- Sprachstandsfeststellung bei mehrsprachigen Kindern im Elementarbereich. Eine Expertise der Weiterbildungsinitiative Frühpädagogische Fachkräfte (WiFF). München 2012, ISBN 978-3-86379-069-1.
- mit Hans H. Reich, Hans-Joachim Roth und Marion Döll (Hrsg.): Von der Sprachdiagnose zur Sprachförderung. Münster 2009, ISBN 978-3-8309-2170-7.